# Indrella ampulla
Indrella ampulla là một loài ốc sên trong họ Ariophantidae.
Đây là loài điển hình của chi đơn loài Indrella, nó là loài đặc hữu của dãy Ghat Tây tại Ấn Độ.
Đây là loài duy nhất trong chi Indrella, tuy nhiên màu sắc của loài động vật này có thể có nhiều màu sắc khác nhau, bao gồm màu đỏ và màu vàng nhạt.

## Phân bố
Loài này xuất hiện ở dãy Ghat Tây, đặc biệt là trên sườn phía tây ẩm ướt của Wynaad, Nilgiri, và đồi Anaimalai, ở độ cao vừa phải (3000 ft).

## Môi trường sống
Loài này sống trong rừng ẩm ướt, tức rừng mưa nhiệt đới.

## Thói quen ăn uống
Đại tá Richard Henry Beddome của cơ quan lâm nghiệp Anh tại Ấn Độ tìm ra rằng loài này ăn nấm lớn.